# Robert Guillain
Pour les articles homonymes, voir Guillain.
 (mai 2019).
Si vous disposez d'ouvrages ou d'articles de référence ou si vous connaissez des sites web de qualité traitant du thème abordé ici, merci de compléter l'article en donnant les références utiles à sa vérifiabilité et en les liant à la section « Notes et références ».
Robert Guillain est un journaliste et reporter français né le 4 septembre 1908 à Meudon et mort le 29 décembre 1998 à Clamart.
Il a été correspondant en Asie pendant près de quarante années.

## Biographie

### Jeunesse et études
Il est le petit-fils de Florent Guillain (1844-1915), ingénieur des ponts et chaussées et homme politique français. Il est également le petit-fils de Jean-Baptiste Trystram. Il suit des études à l'École libre des sciences politiques.

### Parcours professionnel
Robert Guillain est entré en 1934 à l'agence Havas (aujourd'hui Agence France-Presse). Il est affecté à ses débuts au bureau de Londres pour une durée de trois ans.
En 1937, il est  envoyé en Chine pour couvrir le début de la guerre sino-japonaise (1937-1945). Il y assiste à la chute de Shanghai.
Il est l'un des rares Occidentaux à vivre la Seconde Guerre mondiale à Tokyo, notant dans ses carnets le drame des bombes incendiaires américaines tombées sur la capitale, ainsi que le désastre causé par cette arme nouvelle, Little Boy, larguée sur Hiroshima, et trois jours plus tard, Fat Man, sur Nagasaki.
En 1947, sur un appel téléphonique de Hubert Beuve-Méry (alors directeur du quotidien Le Monde), il rejoint le journal après treize ans de journalisme d'agence.
Il a couvert aussi la guerre de Corée et celle d'Indochine. Visitant le camp retranché de Ðiện Biên Phủ avant le déclenchement de la bataille, il y pressent le désastre à venir.
En 1955, il est le seul journaliste occidental accepté à suivre les travaux de la conférence de Bandung.
Il prend sa retraite en 1976 mais ne cessa d'aimer ce Japon qu'il a analysé pendant plus de quarante ans. Il a épousé une Japonaise, dont il a eu deux enfants.
Robert Guillain meurt le 29 décembre 1998 à Clamart. à l'âge de 90 ans.

## Ouvrages
- Les Problèmes douaniers internationaux et la Société des Nations, Paris : Recueil Sirey, 1930.
- Le peuple japonais et la guerre. Choses vues 1939-1946., Paris : Julliard, 1947[4].
  - Revu et réédité sous le titre Le Japon en guerre (Stock, 1979) puis J'ai vu brûler Tokyo (Arlea, 1990)[5].
- La Fin des illusions. Notes d'Indochine, février-juillet 1954, Paris : Centre d'études de politique étrangère, 1954.
- Six cents millions de Chinois, Paris : Julliard, 1956.
- Le Japon éclate sur lui-même, Paris : Le Monde, 1960.
- Les Chinois à l'épreuve, Paris : Le Monde, 1962.
- Chine nouvelle. An XV, Paris : Le Monde, 1964.
- Dans trente ans la Chine, Paris : Seuil, 1965.
- Japon, troisième grand, Paris : Seuil, coll. « L'Histoire immédiate », 1969.
- L’espion qui sauva Moscou, Paris : Seuil, 1981.
- Orient extrême, une vie en Asie, Paris : Arléa /Le Seuil, 1985,  (ISBN 2-02-010528-4), autobiographie.
- Les Geishas ou Le monde des fleurs et des saules, Paris : Arléa, 1988[6].
- Aventure Japon, Paris : Arlea, 1997,  (ISBN 2-86959-617-0), résumé d'expérience.